# Aura (album Milesa Davisa)
Aura – album nagrany w 1985 przez Milesa Davisa z poszerzonym składem Big Bandu Radia Duńskiego i wydany w 1989.

## Historia i charakter albumu
Aura jest albumem koncepcyjnym i zawiera suitę kompozycji Pallego Mikkelborga. Skomponowana została i dedykowana Milesowi Davisowi po otrzymaniu przez niego w grudniu 1984 nagrody Leonie Sonning Music Prize.
Każda z dziesięciu części suity zatytułowana jest innym kolorem.
Wykonawcą był rozszerzony jazzowy big band, którego rdzeniem był Big Band Radia Duńskiego z tak znanymi muzykami jak Niels-Henning Ørsted Pedersen i Marilyn Mazur. Dokooptowano między innymi Johna McLaughlina.
Było to pierwsze nagranie Milesa Davisa z big bandem po 20 latach.
Charakter muzyki jest stosunkowo mało jazzowy; bardziej zbliża się do fusion z silnymi wpływami współczesnej muzyki (poważnej), zwłaszcza takich kompozytorów jak Olivier Messiaen i Charles Ives. Samą muzykę cechuje chłód.
Po nagraniu albumu Miles Davis zachwycony umiejętnościami Marilyn Mazur zatrudnił ją w swoim następnym zespole koncertującym.
Ze względów kontraktowych album przeleżał na półce do 1989 r., kiedy został wydany przez Columbię.
W 1990 r. otrzymał nagrodę Grammy za "najlepsze jazzowe instrumentalne wykonanie".

## Muzycy
Big band
- Miles Davis – trąbka
- John McLaughlin – gitara
- Vince Wilburn – perkusja elektroniczna
- Thomas Clausen – instrumenty klawiszowe
- Ole Koch-Hansen – instrumenty klawiszowe
- Kenneth Knudsen – instrumenty klawiszowe
- Bjarne Roupé – gitara
- Bo Stief – gitara basowa
- Niels-Henning Ørsted Pedersen – kontrabas
- Lennart Gruvstedt – perkusja
- Marilyn Mazur – instrumenty perkusyjne
- Ethan Weisgaard – instrumenty perkusyjne
- Niels Eje – obój
- Lillian Tørnqvist – harfa
- Eva Thaysen – wokal
- Benny Rosenfeld – trąbka, skrzydłówka
- Palle Bolvig – trąbka, skrzydłówka
- Jens Winther – trąbka, skrzydłówka
- Perry Knudsen – trąbka, skrzydłówka
- Idrees Sulieman – trąbka, skrzydłówka
- Vincent Nilsson – puzon
- Jens Engel – puzon
- Ture Larsen – puzon
- Ole Kurt Jensen – puzon basowy
- Axel Windfeld – puzon basowy, tuba
- Jesper Thilo – saksofon
- Per Carsten – saksofon
- Uffe Karskov – saksofon
- Bent Jaedig – saksofon
- Flemming Madsen – saksofon
- Palle Mikkelborg – dodatkowa trąbka i skrzydłówka

Soliści
- John McLaughlin – gitara (1, 4, 10)
- Niels-Henning Ørsted Pedersen – kontrabas (6, 9)
- Bo Stiel – bezprogowa gitara basowa (6)
- Thomas Clausen – pianino (9)

## Spis utworów
| 1.  | Intro        | 4:28    |
|     |              |         |
| 2.  | White        | 6:07    |
|     |              |         |
| 3.  | Yellow       | 6:49    |
|     |              |         |
| 4.  | Orange       | 8:36    |
|     |              |         |
| 5.  | Red          | 9:56    |
|     |              |         |
| 6.  | Green        | 4:25    |
|     |              |         |
| 7.  | Blue         | 6:37    |
|     |              |         |
| 8.  | Electric Red | 4:18    |
|     |              |         |
| 9.  | Indigo       | 6:01    |
|     |              |         |
| 10. | Violet       | 9:01    |
|     |              |         |
|     |              | 1:06:18 |
|     |              |         |

## Opis płyty
- Producent – Palle Mikkelborg
- Producent wykonawczy – George Butler
- Inżynier dźwięku – Henrik Lund, Niels Erig Lund
- Nagranie i miksowanie – Easy Sound Studio, Kopenhaga
- Data nagrania – 1985
- Mastering – Rune Persson
- Studio – Rune Persson Digital Recording Service, Sztokholm
- Długość – 1 godz. 06 min. 21 sek
- Kompozycje – Palle Mikkelborg
- Firma nagraniowa – Columbia
- Numer katalogowy – CK 45332